# Proto
Proto (en grec antic Πρωτώ) va ser una de les cinquanta Nereides, filla de Nereu, un déu marí fill de Pontos, i de Doris, una nimfa filla d'Oceà i de Tetis. Tenia un únic germà, Nèrites.
És una de les dotze nereides que apareixen a les llistes dels quatre autors que en donen els noms: Homer, Hesíode, Apol·lodor i Gai Juli Higí. Era la nereida protectora del primer viatge per mar.
Homer diu que va ser una de les trenta-dues nereides que van pujar des del fons de l'oceà per arribar a les platges de Troia i plorar, juntament amb Tetis la futura mort d'Aquil·les